# Рик и Морти (1-й сезон)
Первый сезон американского анимационного телесериала «Рик и Морти» впервые транслировался в США в рамках позднего ночного программного блока Adult Swim на телеканале Cartoon Network. Премьерный эпизод, «Пилот», вышел 2 декабря 2013 года. Последний, «Риксованный бизнес», вышел 14 апреля 2014 года. Первый сезон получил одобрение критиков, а мультсериал продолжился (второй сезон вышел в 2015 году).

## Актёрский состав

### Основной состав
- Джастин Ройланд — Рик Санчес и Морти Смит, два главных героя сериала; Рик — эксцентричный сумасшедший учёный, а Морти — его добрый, но легко огорчающийся внук.
- Крис Парнелл — Джерри Смит, зять Рика и отец Морти; простодушный и неуверенный в себе человек, который не одобряет влияние Рика на его семью.
- Спенсер Грэммер — Саммер Смит, внучка Рика и сестра Морти; обычный подросток, который беспокоится об улучшении своего статуса среди сверстников.
- Сара Чок — Бет Смит, дочь Рика и мать Морти; в целом уравновешенный человек, недовольный своим браком.

### Приглашённые звёзды
- Дэна Карви — Леонард Смит, отец Джерри.
- Джон Оливер — доктор Ксенон Блум, амёба и соавтор Анатомического парка.
- Дэвид Кросс — принц Небулон, лидер зигерионцев.
- Клаудия Блэк — Мар-Ша, правительница планеты Газорпазорп.
- Ричард Кристи — каменная парящяя голова, контролируемая женщинами-газорпазорпианками.
- Вирджиния Хей — женщина-газорпазорпианка внутри каменной парящей головы.
- Альфред Молина — Люциус Нидфул, Дьявол и владелец старинного антикварного магазина.
- Морис Ламарш — Аврадольф Линклер, гибрид человека со смешанной ДНК Адольфа Гитлера и Авраама Линкольна.
- Эйслинн Пол — Нэнси, непопулярная одноклассница Саммер.
- Кэсси Стил — Тэмми, школьная подруга Саммер.
- Бобби Мойнахан — в роли самого себя.

## Эпизоды
| № общий | № в сезоне | Название                                                                    | Режиссёр        | Автор сценария                | Дата премьеры   | Зрители США (млн) |
| --- | ---------- | --------------------------------------------------------------------------- | --------------- | ----------------------------- | --------------- | ----------------- |
| 1 | 1          | «Пилот» «Pilot»                                                             | Джастин Ройланд | Дэн Хармон и Джастин Ройланд  | 2 декабря 2013  | 1,095             |
| Морти помогает Рику нелегально перевезти из параллельного измерения мегасемена в себе. |            |                                                                             |                 |                               |                 |                   |
| 2 | 2          | «Пёс-газонокосильщик» «Lawnmower Dog»                                       | Джон Райс       | Райан Ридли                   | 9 декабря 2013  | 1,510             |
| Рик соорудил шлем, делающий собак умнее, который надевает на пса семьи Снаффлза. Рик и Морти отправляются в путешествие по снам людей, где встречают Страшного Терри. |            |                                                                             |                 |                               |                 |                   |
| 3 | 3          | «Анатомический парк» «Anatomy Park»                                         | Джон Райс       | Эрик Акоста и Уэйд Рэндольф   | 16 декабря 2013 | 1,302             |
| Родители Джерри приезжают в гости на Рождество вместе со своим другом Джейкобом. Рик отправляет уменьшенного Морти в тело своего приятеля Рубена, где устроен анатомический парк развлечений.                                                                                           |            |                                                                             |                 |                               |                 |                   |
| 4 | 4          | «М. Найт Шьямал-Инопланетяне!» «M. Night Shaym-Aliens!»                     | Джефф Майерс    | Том Кауфман                   | 13 января 2014  | 1,317             |
| Зигерионцы помещают Джерри и Рика в симуляцию, чтобы узнать секрет изготовления концентрированной тёмной материи. |            |                                                                             |                 |                               |                 |                   |
| 5 | 5          | «Мисикс и разрушение» «Meeseeks and Destroy»                                | Брайан Ньютон   | Райан Ридли                   | 20 января 2014  | 1,610             |
| Рик дарит семье коробку с мисиксами — существами, которые появляются, чтобы выполнить одно задание и умереть. Рик и Морти отправляются в фэнтезийный мир в поисках приключений, где встречают великанов.                                                                                |            |                                                                             |                 |                               |                 |                   |
| 6 | 6          | «Напиток Рика #9» «Rick Potion #9»                                          | Стивен Сандовал | Джастин Ройланд               | 27 января 2014  | 1,746             |
| Рик создаёт сыворотку, которая должна помочь приворожить Джессику к Морти. Но, смешавшись с вирусом гриппа, сыворотка вызывает эпидемию. |            |                                                                             |                 |                               |                 |                   |
| 7 | 7          | «Воспитание Газорпазорпа» «Raising Gazorpazorp»                             | Джефф Майерс    | Эрик Акоста и Уэйд Рэндольф   | 10 марта 2014   | 1,762             |
| У Морти рождается сын от секс-робота, купленного Риком. Саммер и Рик отправляются на планету, где был создан этот секс-робот. |            |                                                                             |                 |                               |                 |                   |
| 8 | 8          | «Скандалы, Рик и расследования» «Rixty Minutes»                             | Брайан Ньютон   | Том Кауфман и Джастин Ройланд | 17 марта 2014   | 1,477             |
| Рик дарит семье прибор, позволяющий увидеть себя в альтернативной реальности, и улучшает телевизор, который начинает показывать все телеканалы Вселенной. |            |                                                                             |                 |                               |                 |                   |
| 9 | 9          | «Надвигается нечто риканутое» «Something Ricked This Way Comes»             | Джон Райс       | Майк МакМэхан                 | 24 марта 2014   | 1,543             |
| Морти должен сделать научный проект для школы, в чём ему помогает его отец Джерри, предлагая построить модель Солнечной системы. Джерри настаивает на том, что Плутон это планета, после чего его и Морти похищают плутонианцы. Саммер устраивается работать в магазин проклятых вещей. |            |                                                                             |                 |                               |                 |                   |
| 10 | 10         | «Близкие риконтакты риковой степени» «Close Rick-counters of the Rick Kind» | Стивен Сандовал | Райан Ридли                   | 7 апреля 2014   | 1,750             |
| Совет Риков обвиняет Рика в убийстве других версий Рика. |            |                                                                             |                 |                               |                 |                   |
| 11 | 11         | «Риксованный бизнес» «Ricksy Business»                                      | Стивен Сандовал | Райан Ридли и Том Кауфман     | 14 апреля 2014  | 2,127             |
| Бет и Джерри уезжают в тематический отпуск, посвящённый «Титанику». Рик и Саммер устраивают домашнюю вечеринку, в результате которой дом оказывается в ужасном состоянии. Рик замораживает время, чтобы успеть всё исправить до приезда Бет и Джерри.                                   |            |                                                                             |                 |                               |                 |                   |

## Производство
Соавтор сериал Джастин Ройланд, а также Джон Райс, Джефф Майерс, Брайан Ньютон и Стивен Сандовал были режиссёрами, в то время как Ройланд, соавтор сериала Дэн Хармон, а также Том Кауфман, Райан Ридли, Уэйд Рэндольф и Эрик Акоста выступали в качестве сценаристов; помощник сценариста Майк МакМэхан также выступил в качестве сценариста. Все эпизоды первого сезона изначально транслировались в США в блоке Adult Swim на телеканале Cartoon Network и имеют рейтинг TV-14. Однако версии эпизодов без цензуры, выпущенные на DVD и Blu-ray, имеют рейтинг TV-MA.
Все эпизоды этого сезона изначально создавались и транслировались в формате высокой чёткости 16:9 как в SD, так и в HD качестве на Adult Swim. Производство первого сезона началось в январе 2013 года.

## Реакция критиков
Первый сезон имеет рейтинг одобрения 96 % на Rotten Tomatoes на основе 28 обзоров, со средним рейтингом 8,19 из 10. Консенсус критиков гласит: «Рик и Морти появляются на экранах и производят мгновенное впечатление своими яркими всплесками цветов, импровизационной озвучки и научно-фантастических приключений с плотным сюжетом — привнесение удивительной глубины сердца в космически бессердечную предпосылку».

## Награды и номинации
| Год  | Премия                    | Категория                                                                                  | Номинант        | Результат |
| ---- | ------------------------- | ------------------------------------------------------------------------------------------ | --------------- | --------- |
| 2014 | BTVA Voice Acting Awards  | Best Male Vocal Performance in a Television Series in a Supporting Role — Comedy/Musical   | Крис Парнелл    | Номинация |
| 2014 | BTVA Voice Acting Awards  | Best Female Vocal Performance in a Television Series in a Supporting Role — Comedy/Musical | Сара Чок        | Номинация |
| 2014 | IGN Awards                | Best TV Animated Series                                                                    | Рик и Морти     | Номинация |
| 2014 | IGN People’s Choice Award | Best TV Animated Series                                                                    | Рик и Морти     | Номинация |
| 2015 | BTVA Voice Acting Awards  | Best Male Lead Vocal Performance in a Television Series — Comedy/Musical                   | Джастин Ройланд | Победа    |
| 2015 | Annie Awards              | Best General Audience Animated TV/Broadcast Production                                     | Рик и Морти     | Номинация |

## Выпуск на DVD
Первый сезон был выпущен отдельно на DVD Регион 1 и Blu-ray 7 октября 2014 года. Ещё перед релизом Джастин Ройланд подтвердил, что издания будут содержать нецензурные звуковые дорожки.